# Supermanzana
Una supermanzana es un espacio urbano que, a diferencia de la manzana tradicional —un «espacio urbano, edificado o destinado a la edificación, generalmente cuadrangular, delimitado con calles por todos sus lados»— es típicamente, una zona peatonal en la que se desarrollan actividades de ocio, o un complejo residencial de edificios rodeados de zonas ajardinadas y con tráfico limitado. Su extensión es menor que la del barrio tradicional.
El modelo es común al empirismo y al racionalismo arquitectónico, aunque difieren en su planteamiento para los centros de ciudad y las zonas residenciales.. Responde a las disfuncionalidades urbanas a partir de urbanismo sistémico y orgánico que logra replantear el Plan Cerdà del siglo XXI.
Aunque pueden ser de nueva creación, como en la parroquia 23 de Enero, de Caracas, diseñada por Carlos Raúl Villanueva, o las superquadras de Brasilia, construidas entre 1956 y 1960, suelen deberse a la renovación urbana, como en la reconstrucción de una zona destruida en la guerra, como la zona comercial del Lijnbaan en Róterdam, diseñada por Jo van den Broek y Jaap Bakema, o el centro de Coventry. También resultan de la recalificación de zonas industriales para un uso residencial, como en el caso de Stuyvesant Town-Peter Cooper Village, de Manhattan, una supermanzana compuesta por 110 edificios, que ocupan solo un 25 % de una zona ajardinada, creada en la década de 1940 en línea con las ideas de Le Corbusier para las «torres en un parque», el Lincoln Center y World Trade Center, tanto en su versión original, que fue un ejemplo de los fallos del diseño inicial de la supermanzana, como en su reconstrucción tras los atentados del 11 de septiembre de 2001, diseñada por Daniel Libeskind.

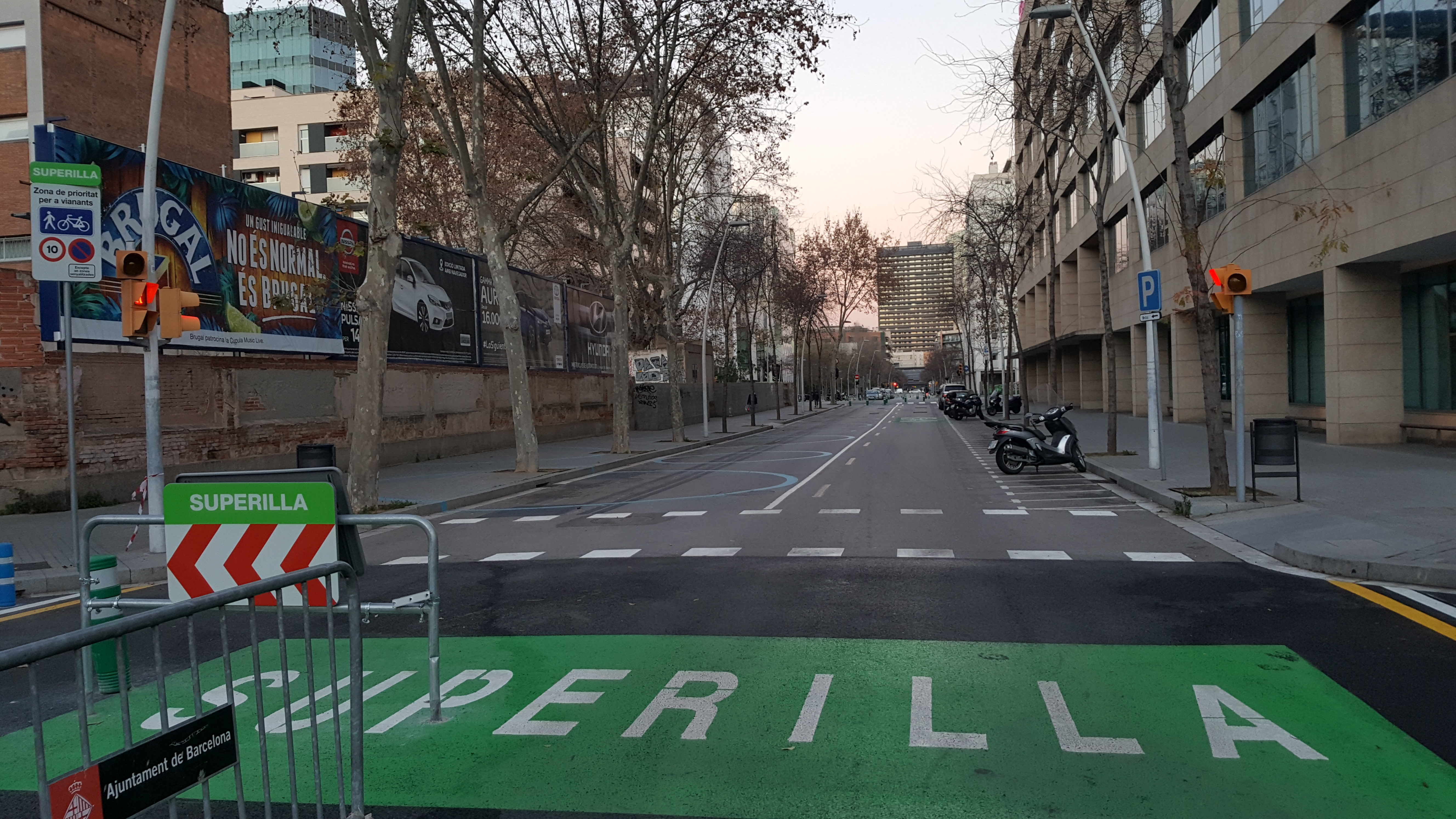
Superilla Poblenou

Otros ejemplos en Europa incluyen: La Défense —el distrito de negocios en París—, AZCA en Madrid, ciertas zonas de la localidad de Tres Cantos (Madrid), la zona residencial del Barbican en medio de la zona de negocios de Londres o el centro comercial L'illa Diagonal de Barcelona, un proyecto de Rafael Moneo y Manuel de Solà-Morales, inaugurado en 1993. Así mismo, con el fin de «ganar espacio para la ciudadanía» y «hacer que la ciudad sea más sostenible», en septiembre de 2016 se puso en marcha una supermanzana (superilla, en catalán) en el barrio barcelonés del Pueblo Nuevo, como ensayo para futuras intervenciones urbanísticas de este tipo en otros barrios, como parte del programa de supermanzanas anunciado por el Ayuntamiento de Barcelona.
Las supermanzanas fueron duramente criticadas por, entre otros, Lewis Mumford, quien, en 1948, había denostado a Stuyvesant Town como «la arquitectura del estado policial», y, más tarde, por divulgadores como Jane Jacobs, cuyo libro The Death and Life of Great American Cities (Muerte y vida de las grandes ciudades estadounidenses, 1961), tuvo mucha repercusión en la crítica de la renovación urbana de los años 1950 en los Estados Unidos. Sin embargo, en el siglo XXI arquitectos modernos como el neerlandés Rem Koolhaas volvieron a recuperar su estética y poner de moda las supermanzanas.
Los primeros ejemplos de supermanzanas en América Latina pueden encontrarse en las ciudades brasileñas Curitiba y Brasilia, bajo el concepto de superquadras; y luego le siguieron las argentinas Córdoba, en 2019, y Buenos Aires, en 2021.